# Astenois
L'Astenois (en latin pagus Stadunensis) était un pagus, la division de territoire la plus petites des empires romain et franc. Au Moyen Âge, qui comprenait les paroisses des diaconats de Sainte-Menehould et de Possesse. C'est à l' origine une partie de la Lotharingie, mais à partir du XIe siècle, la partie sud appartient au Saint-Empire romain germanique et sa partie nord du royaume de France. Le siège d'origine de ses comtes était au Vieil-Dampierre, puis Dampierre-en-Astenois.
Traditionnellement Astenois, Dormois et Castrice sont les trois pagi orientaux de l'archidiocèse de Reims, et étaient réputés appartenir à l'empire. Au XIe siècle, à la suite de la fragmentation générale du pouvoir dans la région, de nouveaux comtés se formèrent, mais qui ne correspondaient pas à l'ancien pagus et qui étaient nommés d'après leurs principaux châteaux. Le comté d'Astenois, qui correspond à un ancien pagus, est connu sous le nom de comté de Dampierre-en-Astenois, d'après la principale forteresse de ses dirigeants.
Les comtes d’Astenois étaient à l’origine une branche cadette des comtes de Toul. Le comté a été produit par la division du patrimoine de Frédéric II. Le fils aîné, Renard III, a reçu Toul, tandis que son jeune frère, Pierre, a reçu l'Astenois.
L'Astenois était probablement à l'origine un petit fief des évêques de Toul. Il est peut-être passé du dernier comte de l'ancienne lignée, Renard II dit Le Jeune, au premier comte de la nouvelle lignée, Frédéric Ier, par le mariage de celui-ci avec sa fille Gertrude, en même temps que l'évêque fit de Frédéric le nouveau comte de Toul. Le fils de Frédéric, Frédéric II, partagea ensuite son patrimoine entre ses deux fils.

## Liste des comtes et seigneurs
- Pierre de Dampierre-en-Astenois
- Frédéric de Dampierre-en-Astenois
- Henri de Dampierre-en-Astenois
- Renard Ier
- Renard II
- Renard III
- Renard IV
- Anseau Ier
- Anseau II
- Jean Ier
- Jean II

## Source
- Marie Henry d'Arbois de Jubainville, Histoire des Ducs et Comtes de Champagne, 1865.
- Anatole de Barthélemy, Chartes de départ et de retour des comtes de Dampierre-en-Astenois : IVe et Ve croisades, 1884.
- Anatole de Barthélemy, Le comté d'Astenois et les comtes de Dampierre-le-Château, 1888.